# Mr. Bad Guy
Mr. Bad Guy utkom den 29 april 1985 och är den brittiske rockmusikern Freddie Mercurys första soloalbum. Albumet skiljer sig stort från det som han tidigare gjort med bandet Queen (som han spelade ifrån 1970 fram till sin död 1991) då det fokuserar på lättsam pop och disco.

## Låtlista
Samtliga låtar skrivna av Freddie Mercury.
1. "Let's Turn It On" - 3:42
2. "Made in Heaven" - 4:07
3. "I Was Born to Love You" - 3:39
4. "Foolin' Around" - 3:30
5. "Your Kind of Lover" - 3:35
6. "Mr. Bad Guy" - 4:10
7. "Man Made Paradise" - 4:09
8. "There Must Be More to Life Than This" - 3:01
9. "Living on My Own" - 3:23
10. "My Love Is Dangerous" - 3:44
11. "Love Me Like There's No Tomorrow" - 3:46

## Listplaceringar
| Plac. | Land           |
| ----- | -------------- |
| 6     | Storbritannien |
| 13    | Norge          |
| 14    | Schweiz        |
| 20    | Japan          |
| 20    | Nederländerna  |
| 20    | Sverige        |
| 23    | Österrike      |